# Kuningan (regentschap)
Kuningan is een regentschap in de provincie West-Java op het eiland Java. Kuningan telde in 2007 1.140.777 inwoners op een oppervlakte van 1179 km².
Stadsgemeenten: Bandung · Banjar · Bekasi · Bogor · Cimahi · Cirebon · Depok · Sukabumi · Tasikmalaya

Regentschappen: Bandung · Bekasi · Bogor · Ciamis · Cianjur · Cirebon · Garut · Indramayu · Karawang · Kuningan · Majalengka · Pangandaran · Purwakarta · Subang · Sukabumi · Sumedang · Tasikmalaya · West-Bandung